# Rokszyce Drugie
Rokszyce Drugie (do 31.12.2012 Rokszyce Szkolne) – wieś w Polsce położona w województwie łódzkim, w powiecie piotrkowskim, w gminie Wola Krzysztoporska.
1 lutego 1977 część Rokszyc Drugich (72 ha) włączono do Piotrkowa Trybunalskiego.
W latach 1975–1998 miejscowość administracyjnie należała do województwa piotrkowskiego.
Na terenie dawnej szkoły podstawowej został utworzony w 2015 roku Dom Opieki Rokszyce.